# جولی تیبو
جولی تیبو (انگلیسی: Julie Thibaud؛ زادهٔ ۲۰ آوریل ۱۹۹۸) بازیکن فوتبال اهل فرانسه است.
وی همچنین در تیم‌های ملی فوتبال France women's national under-19 football team بازی کرده‌است.